# Elaeocarpus tuasivicus
Elaeocarpus tuasivicus är en tvåhjärtbladig växtart som beskrevs av Erling Christophersen. Elaeocarpus tuasivicus ingår i släktet Elaeocarpus och familjen Elaeocarpaceae. Inga underarter finns listade i Catalogue of Life.